# Georg Österreich
Georg Österreich (gedoopt op 17 maart 1664 - 6 juni 1735) was een Duitse barokcomponist en bladmuziekverzamelaar. Hij wordt als de grondlegger van de zogenaamde Bokemeyer-collectie (Duits: Sämmlung Bokemeyer) beschouwd, die heden ten dage  in de Staatsbibliothek in Berlijn wordt ondergebracht. Het is een van de belangrijkste muziekcollecties van de late 17e en vroege 18e eeuw.

## Leven

### Jeugd (1664-1686)

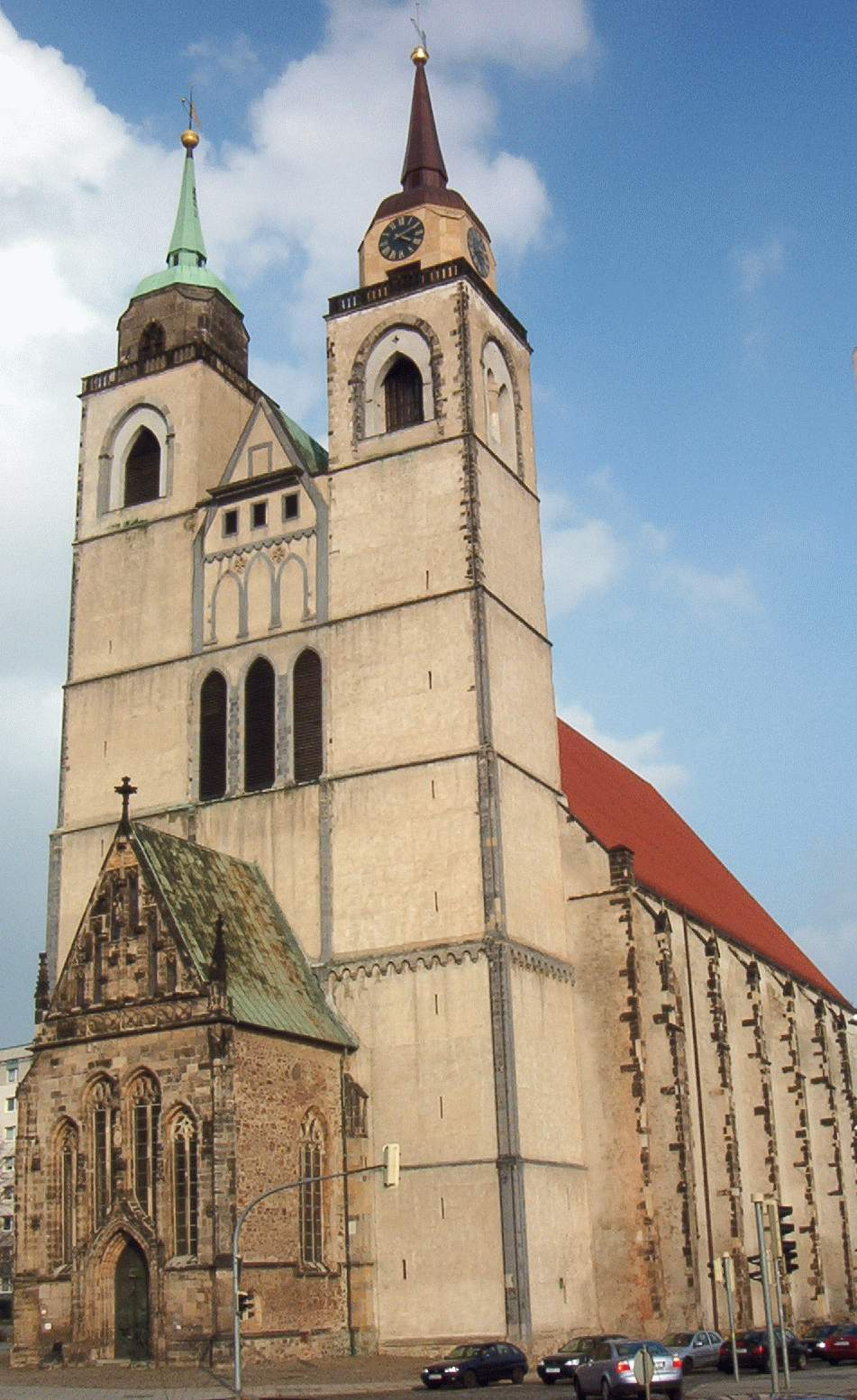
De Johanniskirche in Magdeburg waar Österreich werd gedoopt

Österreich werd  in maart 1664 geboren als zoon van brouwer Johann (of Hans) Österreich en Elisabeth Österreich. Op 17 maart werd hij in de Johanniskirche in Magdeburg gedoopt. De Österreich-familie kwam oorspronkelijk uit Augsburg en behoorde tot een vooraanstaande patriciërsfamilie. In 1552 raakten ze uit de gratie bij de toenmalige keizer toen de familie probeerde de gilderegering die vóór 1547 van kracht was, te herstellen. Als gevolg hiervan verloren ze veel van de rechten die aan hun positie verbonden waren en werden ze gedwongen Augsburg te verlaten. Een meerderheid van de familie vestigde zich in Midden-Duitsland .
Österreich' eerste muzikale opleiding kreeg hij van zijn peetvader, de Maagdenburgse cantor Johann Scheffler. Er is echter weinig bekend over Schefflers leven of over zijn exacte vaardigheid als componist. Wel weten we dat hij ook van Johann Theile les kreeg. 
Österreich bleek muzikaal begaafd te zijn geweest. In 1678, al op 14-jarige leeftijd, solliciteerde hij met een aanbevelingsbrief van zijn voormalige leeraar Scheffler, voor een functie aan de Thomasschule zu Leipzig (St. Thomas School of Leipzig) waar zijn broer Michael ook gewerkt had. De schooldirecteur noteerde in zijn dagboek: "Michael Oesterreich [...] presenteerde mij zijn broer Georg (die zijn 14e jaar ingaat) zoon van Johann, stadsgenoot en bierbrouwer in Magdeburg: tot op heden is hij naar school gegaan in Magdeburg en zat in klasse II. [. . . ] In de muziek gaf de voorzanger hem lof en een goede aanbeveling."
Österreich zegde toe om ten minste twee jaar naar de Thomasschule te gaan en bood aan nog vele jaren te blijven. De voorzanger Johann Schelle was zijn leermeester. Schelle erkende de uitzonderlijke capaciteiten van zijn jonge student en probeerde Österreich zoveel mogelijk steun te verlenen. Hij werd al snel een belangrijk onderdeel van het wekelijkse koor in de St. Thomas Church.
In de zomer van 1680 brak in Leipzig de pest uit. Ondanks strenge veiligheidsmaatregelen van de schoolleiding werden velen op de school ziek. Er brak een algemene paniek uit en de studenten die nog niet ziek waren, vluchtten de stad uit. Onder hen waren Georg en zijn broer Michael, die naar Magdeburg terugkeerden. Op dat moment stuurden de ouders van Österreich hem naar Hamburg, naar de Gelehrtenschule des Johanneums om zijn opleiding voort te zetten. Destijds werd deze  door de barokcomponist Joachim Gerstenbüttel geleid. Vanwege zijn stem verwierf Österreich al snel een bescheiden beroemdheid en werd hij als alt in het raadskoor aangenomen. In deze functie nam hij deel aan alle belangrijke religieuze en seculiere vieringen in de stad en maakte hij kennis met invloedrijke kooplieden en stedelingen. Hoe lang Österreich zijn positie in Hamburg precies heeft behouden, is niet zeker. Waarschijnlijk veroorzaakte het breken van zijn stem het einde van deze positie. In de herfst van 1683 schreef hij zich in aan de Universiteit van Leipzig, hoewel dit waarschijnlijk alleen was om de tijd te vullen aangezien zijn stem ophield met veranderen, want tegen het einde van 1684 werkte hij weer als zanger, nu als tenor, in de Oper am Gänsemarkt in Hamburg.

### Brunswijk-Wolfenbüttel (1686-1689)

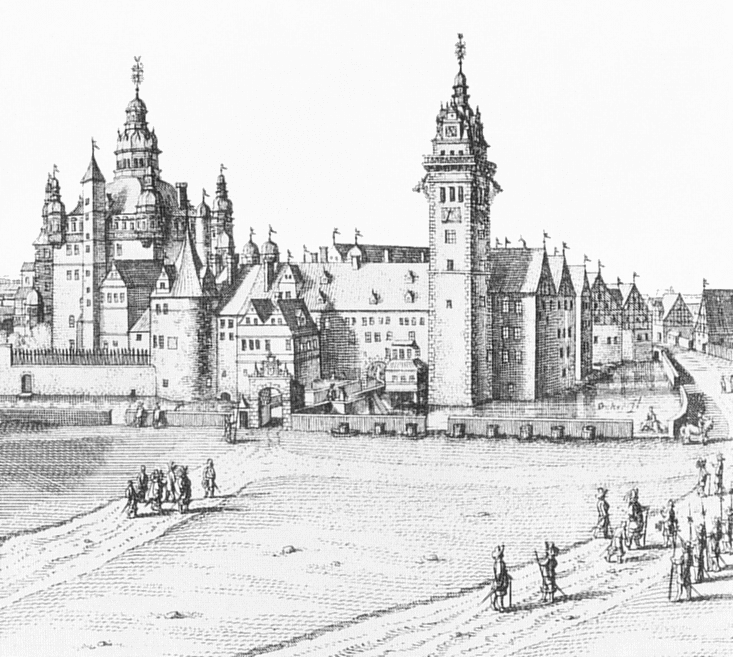
Gravure van kasteel Wolfenbüttel in 1654

Cruciaal voor de carrière van Österreich was zijn levenslange vriendschap met Johann Theile. Toen de kunstliefhebber Anton Ulrich tot mederegent van het hertogdom Brunswijk-Wolfenbüttel werd benoemd en geld beschikbaar stelde voor de schone kunsten, was het Theile die Österreich aan het hof van Wolfenbüttel toevoegde, hem in huis nam en hem les gaf in samenstelling. Daarnaast zette Österreich zijn zangstudie voort bij twee Italiaanse castraten die ook aan het hof zaten, Giuliano Giuliani en Vincentino Antonini. Zijn tijd bij Brunswijk-Wolfenbüttel was in alle opzichten een vormende periode en markeerde het begin van zijn activiteit als componist. Zijn eerste werken dateren uit de jaren 1687 en 1688. Deze drie religieuze concerten, "Laetatus sum in his", "Levavi oculos meos" en "Ich will den Hern Loben allezeit", weerspiegelen sterker de contrapuntische traditie van Johann Theile. Zijn officiële taken aan het hof waren beperkt tot deelname als tenor in het hertogelijk koor en taken als "Cammer-Diener", page (dienaar) of bediende. Hij had geen officiële taken als componist, hoewel zijn werken uit die tijd vrijwel zeker in de hofkerk werden uitgevoerd.
In Wolfenbüttel trouwde hij op 15 oktober 1689, kort voor zijn verhuis naar Sleeswijk, met Magdalena Darnedden, de dochter van een brouwer. Zijn succesvolle en gerespecteerde schoonvader Hans Darnedden liet het paar een huis, een tuin en een aanzienlijke som geld na bij zijn dood in 1702.

### Sleeswijk (1689-1702)

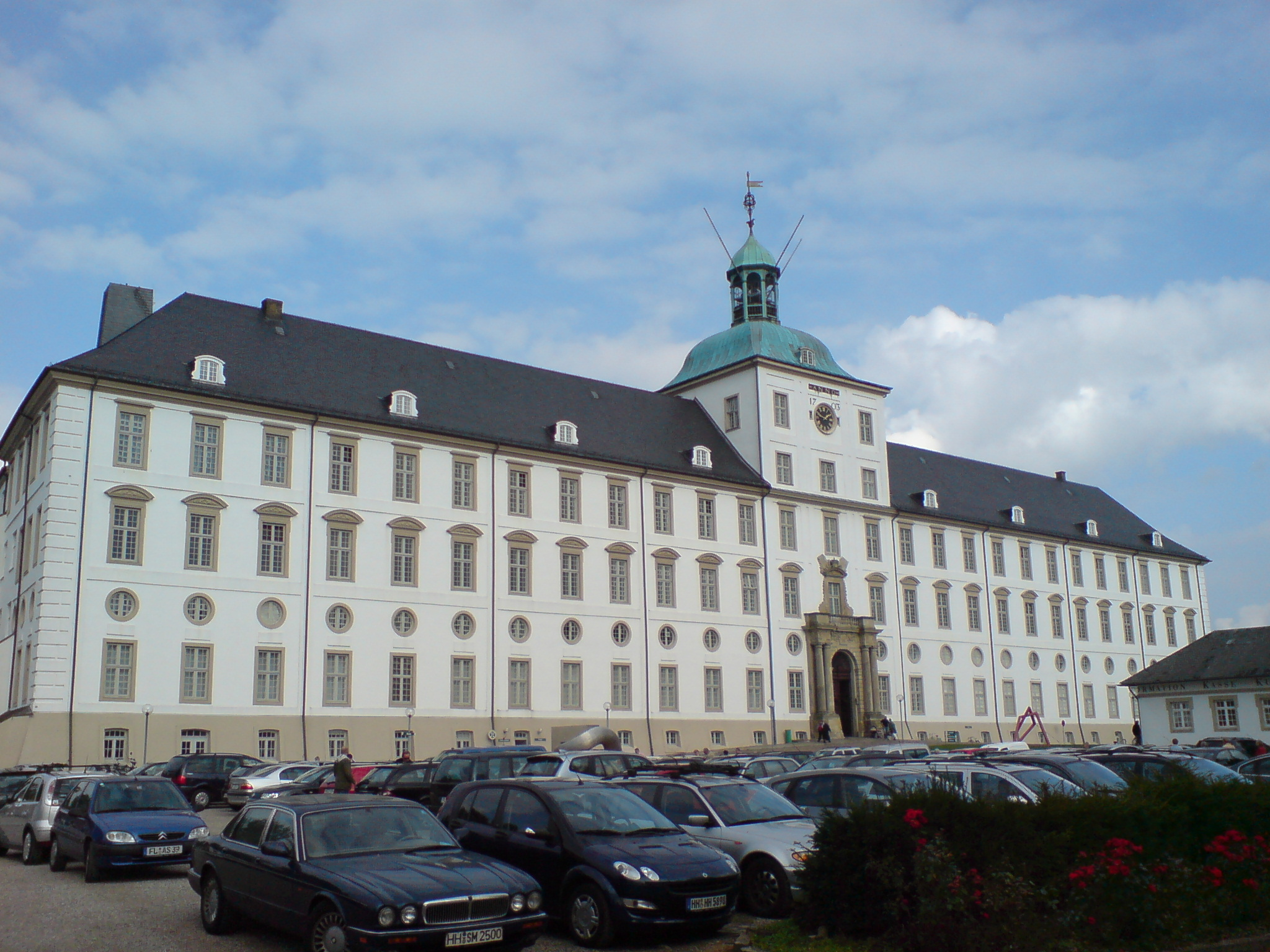
Slot Gottorf, waar Österreich van 1689 tot 1702 werkte

Aan het einde van de 17e eeuw bevond het hertogdom Holstein-Gottorp zich in een uiterst onstabiele politieke situatie. Meerdere keren waren de hertogen uit hun woonplaats in Sleeswijk gedwongen om in ballingschap te gaan. Deze ballingen leidden over het algemeen tot een grote vermindering, zo niet de ontbinding van het muzikale ensemble van de rechtbank. In 1689 was hertog Christian Albrecht jarenlang in ballingschap in Hamburg geweest toen koning Christian V van Denemarken en Noorwegen door keizer Karel VI werd gedwongen om de zogenaamde "Altonaer Vergleich" (Altona Compromis) te ondertekenen die Christian Albrecht toestond om terugkeer naar Sleeswijk. Johann Philipp Förtsch was sinds 1680 officieel kapelmeester van de hertog (muziekdirecteur), maar had vanwege de ballingschap waarschijnlijk slechts sporadisch enige taken vervuld die verband hielden met dit ambt. Ondertussen was hij begonnen een medische carrière na te streven en diende hij als gerechtsarts voor zijn werkgever. Österreich was niet van plan zijn activiteit als kapelmeester te hervatten. Met de terugkeer van de rechtbank naar Sleeswijk werd het echter noodzakelijk een bekwaam persoon te vinden om de functie te vervullen. Förtsch, die een tijd met Theile en Österreich had gewerkt bij de Hamburger Oper, stelde Österreich voor voor deze post. Österreich leidde zijn eerste optreden als de Gottorfer Hofkapellmeister niet later dan de adventstijd van 1689. Tijdens zijn ambtsperiode werd het Gottorfer-hofensemble een van de belangrijkste in de Duitstalige wereld.

#### Interval in Coburg

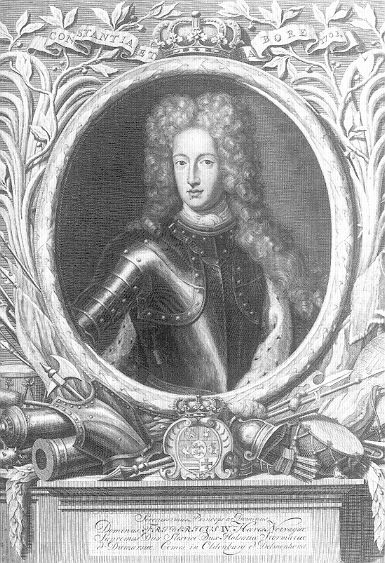
Gravure van hertog Frederik IV van Holstein-Gottorp uit 1703

De bewaard gebleven composities van het Gottorfer Court Ensemble getuigen van een hoog niveau van muzikale uitvoering. Aan de bloeiperiode kwam echter een einde toen Christian Albrecht op 27 december 1694 stierf. Zijn zoon, Frederik IV, hertog van Holstein-Gottorp, toen 23 jaar oud, begon al snel leden van het ensemble te ontslaan om zijn militaire uitgaven te verhogen. Als gevolg hiervan werd de hoofse muziek verstoord en nam Österreich van 1695 tot 1697 een positie in als kapelmeester in Coburg . De exacte details van deze functie zijn niet helemaal bekend. Het is mogelijk dat het slechts een "lening" was van zijn diensten voor de tijd dat het Gottorfer Court Ensemble inactief was, aangezien de rekeningen van Gottorfer de salarisbetalingen van 80 reichsthaler in die periode weergeven - een fractie van zijn volledige salaris dat in 1694 350 reichsthaler was geweest. . Muziekhistoricus Johann Gottfried Walther beschreef het in 1732 enigszins anders; volgens Walther had Albert V, hertog van Saksen-Coburg, Österreich uitgenodigd in zijn residentie in Coburg en opdracht gegeven voor een deel van zijn werk "om te gebruiken bij festiviteiten van die tijd". De hertog was zo enthousiast over Österreich dat hij hem uitnodigde om te blijven om zijn onlangs overleden hofkapelmeester te vervangen.

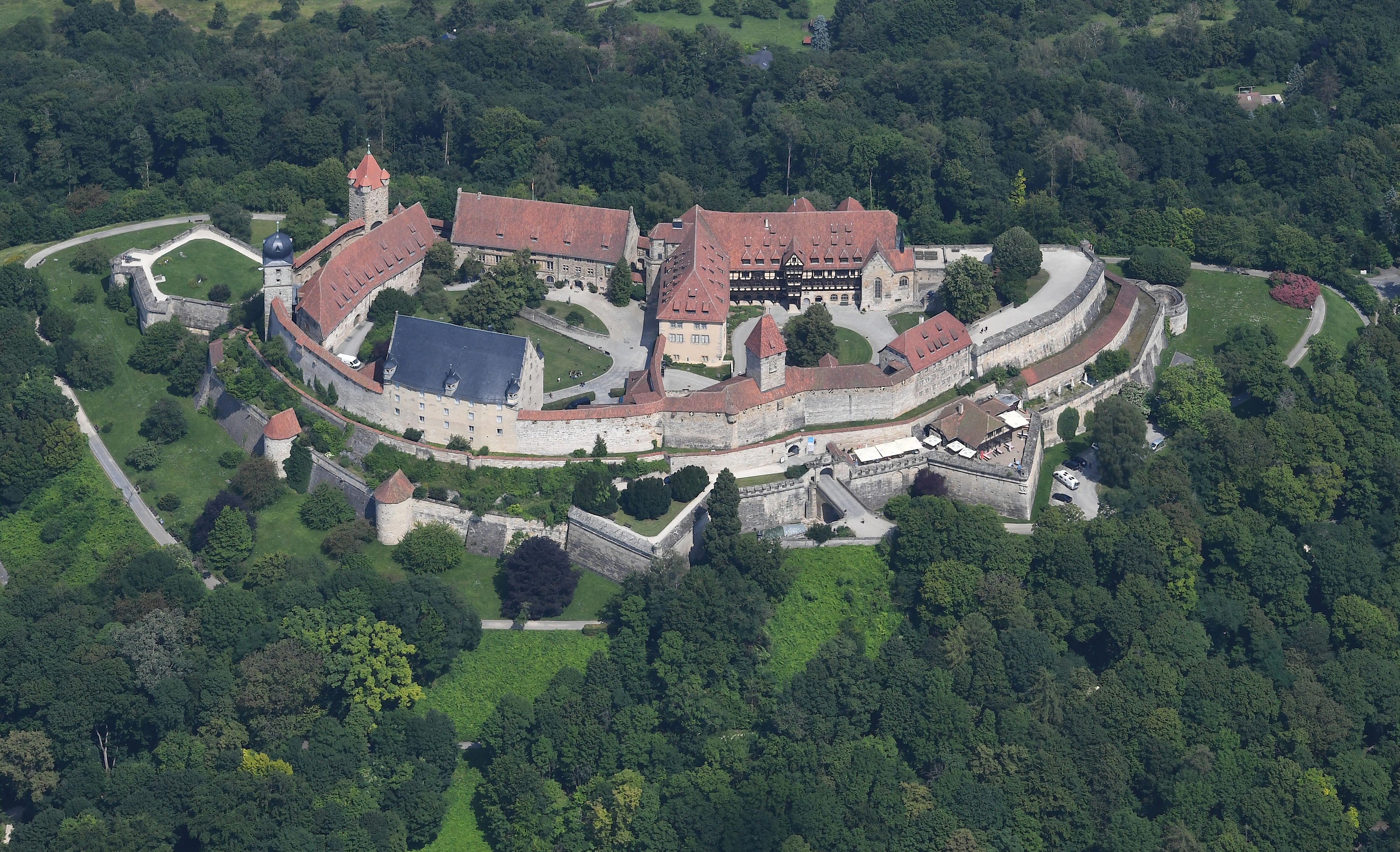
Veste Coburg, de voormalige zetel van de hertogen van Saksen-Coburg

Of het nu ging om een tijdelijke aanstelling of een uitnodiging van de hertog van Saksen-Coburg, Österreich wilde vanwege de relatief stabiele politieke situatie in Coburg blijven. Frederik IV wilde Österreich echter niet definitief verliezen en beloofde dat hij, als hij terugkeerde naar zijn oude functie in Sleeswijk, de bezuinigingen op de muziekbegroting van de rechtbank ongedaan zou maken. Het is niet duidelijk of de hertog zich aan zijn belofte hield. Sommige documenten uit de periode 1698 tot 1702 verwijzen naar het hofensemble en voor werken uit die tijd waren een aanzienlijk aantal artiesten nodig. Op de financiële verslagen van de rechtbank worden echter alleen de salarissen van de kapelmeester en één organist weergegeven, hoewel het kan zijn dat niet-ingezeten muzikanten werden ingezet voor grotere uitvoeringen en door het project werden betaald.

#### Ondergang van het Gottorfer Court Ensemble
Toen Frederik IV in 1701 naar het oosten vertrok om aan de zijde van zijn zwager Karl XII van Zweden te dienen in de Noordelijke Oorlog, werd het hof van Sleeswijk opnieuw ontbonden. Alleen Österreich behield zijn positie, hoewel de hertog hem toestond te vertrekken en elders zijn brood te verdienen met muziek, zolang hij terugkeerde en zijn taken hervatte zodra de rechtbank opnieuw was samengesteld. Ondertussen had Österreich een brouwerij in Brunswick van zijn schoonvader geërfd, waar hij in 1702 met zijn gezin naartoe verhuisde. Maar in december van dat jaar moest hij zijn taken in Gottorf hervatten voor de begrafenis van Frederik IV nadat hij was omgekomen in de Slag om Klissow .

### Brunswick Wolfenbüttel(1702-1735)

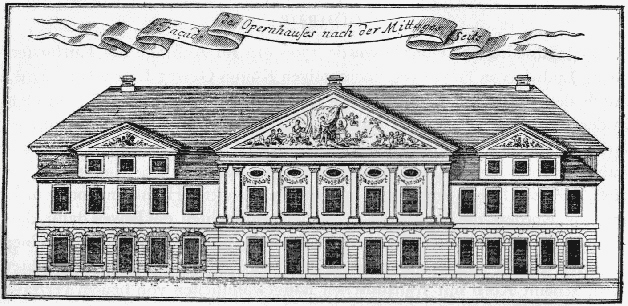
1747 Ets van het operagebouw van Brunswick

Het is moeilijk om de carrière van Österreich te reconstrueren nadat hij naar Brunswick was verhuisd. Aanvankelijk leefden hij en zijn gezin waarschijnlijk van de erfenis van zijn schoonvader en de inkomsten uit de brouwerij. Zoals uit een brief uit 1704 blijkt, begonnen dit spaarpotje op te raken en zou Österreich een nieuwe baan hebben moeten zoeken, zelfs als hij niet was uit dienst in Gottorf ontslagen was. Een biograaf schrijft dat hij aan de kerkgezangen deelnam en de functie van voorzanger van de kasteelkerk overnam, maar zijn positie als kasteelvoorzanger kan pas vanaf 1724 worden bevestigd, hoewel het niet kan worden uitgesloten dat hij de functie eerder bekleedde. Het is zeker zo dat Österreich ten minste in 1708 aan operavoorstellingen in het Theater am Hagenmarkt in Brunswick deelnam, toen hij werd genoemd in verband met een enscenering van Georg Caspar Schürmanns "Der erfreuten Ocker Schäfer eingestelltes Fest", hoewel hij was er waarschijnlijk eerder bij betrokken. Het operahuis werd opgericht door Anthony Ulrich, hertog van Brunswijk-Wolfenbüttel in 1690 en voerde twee keer per jaar producties uit tijdens de lokale beurzen. Österreich bleef tot zeker 1721 in verband met de opera werken.
In Brunswick Wolfenbüttel kwam Österreich met de moderne muzikale stromingen van die tijd in aanraking. Aan het einde van de 17e eeuw was de Franse stijl van kapelmeester Johann Sigismund Kusser in de mode. Aan het begin van de 18e eeuw vond er echter een dramatische verandering plaats toen de hertog in 1701 Schürmann naar Italië stuurde om om zich in de nieuwe muzikale smaak te verdiepen. Österreich bleef niet onaangetast door deze veranderingen. Ook veranderde hij zijn muzikale vocabulaire drastisch. Helaas zijn er maar weinig werken uit deze overgangsperiode (1704-1719) bewaard gebleven, zodat de ontwikkeling van zijn stijl slechts gedeeltelijk kan worden gereconstrueerd.
Naast zijn taken als zanger, voorzanger en zangleraar, doceerde Österreich ook compositie en gaf hij op die manier door wat hij van Johann Theile had geleerd. Voornamelijk op het gebied van contrapunt. Zijn belangrijkste leerling was Heinrich Bokemeyer die cantor was aan de prinselijke Schule zu Wolfenbüttel en vanaf 1739 lid van Lorenz Christoph Mizler's Corresponding Society of Musical Sciences was. Het is niet bekend hoe lang Bokemeyer de leerling van Österreich was (in de documenten staat "rond 1706"), maar de twee ontwikkelden een hechte vriendschap. In de jaren 1720 verkocht Österreich achtereenvolgens zijn muziekcollectie (van hoofdzakelijk kerkmuziek), die hij in Gottorf had aangelegd aan zijn voormalige leerling Bokemeyer. Bokemeyer vulde deze collectie verder aan met voornamelijk wereldlijke werken van eigentijdse componisten. Ten minste de helft van de collectie overleeft de tand des tijds en wordt onderhouden door de Staatsbibliotheek van Berlijn . Het bevat momenteel 1.839 titels, die voornamelijk partituren zijn. De meeste musicologen noemen het de "Bokemeyer-collectie", hoewel 1.702 van de werken teruggaan naar de Gottorf-collectie, waardoor de naam enigszins misleidend is.
In verschillende bronnen staat dat Österreich de functie van vice- kapellmeister in Wolfenbüttel bekleedde. Dit kan echter niet worden bevestigd in de overgebleven hedendaagse documenten, aangezien veel archieven uit die tijd tijdens de wereldoorlogen verloren zijn gegaan of vernietigd. Het lijkt er in ieder geval op dat hij op zijn minst een dergelijke functie de facto bekleedde, ook al is hij nooit formeel benoemd.
Tegen het einde van de jaren 1720 wanneer Österreich al halverwege de zestigwas, trok hij zich geleidelijk terug uit de muzikale evenementen in Brunswijk-Wolfenbüttel, waarschijnlijk niet in de laatste plaats vanwege de groeiende populariteit van Italiaanse componisten en de veranderingen in modieuze smaken. Op 9 mei 1735 werd Georg Caspar Schürmann door de nieuwe hertog, Ferdinand Albert II, die zijn stijl te ouderwets vond. Österreich zou zijn functie als gerechtsvoorzanger behouden, met pensioen gestuurd maar hij stierf een paar weken later. Zijn dood wordt op 6 juni 1735 in het kerkregister van de rechtbank vermeld: "'s Avonds om 10 uur, na een korte ziekte, zacht en vredig gestorven en op de 10e begraven."

## Kinderen
Österreich had met zijn vrouw Magdalena vier kinderen:
- Johann Samuel (25 mei 1691 - 27 mei 1712)
- Anton augustus (19 december 1692 - 1745)
- Georg Christoph (5 november 1694 - 1762)
- Sophie Amalie (20 juni 1696 – ? )

De sociale status en aanzien die hij bereikte in zijn positie als hoffelijke kapelmeester blijkt uit de lijst van de peetouders van zijn kinderen. Onder hen bevinden zich prominente namen als Anthony Ulrich, hertog van Brunswijk-Wolfenbüttel; kroonprins en later hertog Augustus Willem van Brunswijk-Lüneburg; en de tweede vrouw van Augustus William, Sophie Amalie, geboren hertogin van Holstein-Gottorf, naast Österreichs voorganger en leraar Johann Theile.
Österreich' zonen volgden allemaal een loopbaan in de kerk en bekleedden hoge kerkelijke ambten in Noord-Duitsland. Alleen zijn dochter, Sophie Amalie, wijdde zich aan de muziek en werd een gevierde operazangeres in het Brunswick Theatre.

## Biografische bronnen
Österreich' stamboom werd in de 20e eeuw gereconstrueerd. Zijn laatst bekende directe afstammeling was de echtgenote van een generaal-majoor in het Duitse leger die in Blankenburg (Harz) woonde. Ze stierf kinderloos in de jaren vijftig. In zijn familiebezittingen waren verschillende brieven van Österreich, samen met een handgeschreven autobiografie in zijn eigen hand. Een student uit die tijd, Adam Soltys, schreef in 1922 zijn proefschrift over Österreich. Zijn oog viel op deze biografie en Soltys citeerde het verschillende keren in zijn werk. Ondanks intensief zoeken is de huidige verblijfplaats van het manuscript niet vastgesteld. De enige betrouwbare informatiebronnen over het leven van Österreich zijn brieven en de archieven van de rechtbanken waar hij werkzaam was. Het staatsarchief in Sleeswijk bewaart veel waardevolle documenten uit de tijd van Österreich in Gottorf, terwijl het grootste deel van het archief van Brunswick-Wolfenbūttel verloren ging in de Tweede Wereldoorlog.
Een andere belangrijke biografische bron is het artikel over Österreich in Johann Gottfried Walther 's Musicalisches Lexicon uit 1732. Op basis van de details in dit lexicon kan worden aangenomen dat hij zijn informatie zelf van Österreich heeft ontvangen. Het is mogelijk dat Österreich zijn biografie speciaal voor Walther schreef en daarom moeten sommige uitspraken, met name die over zijn motieven voor zijn verschillende veranderingen van baan, met de nodige voorzichtigheid worden behandeld.

## Reputatie

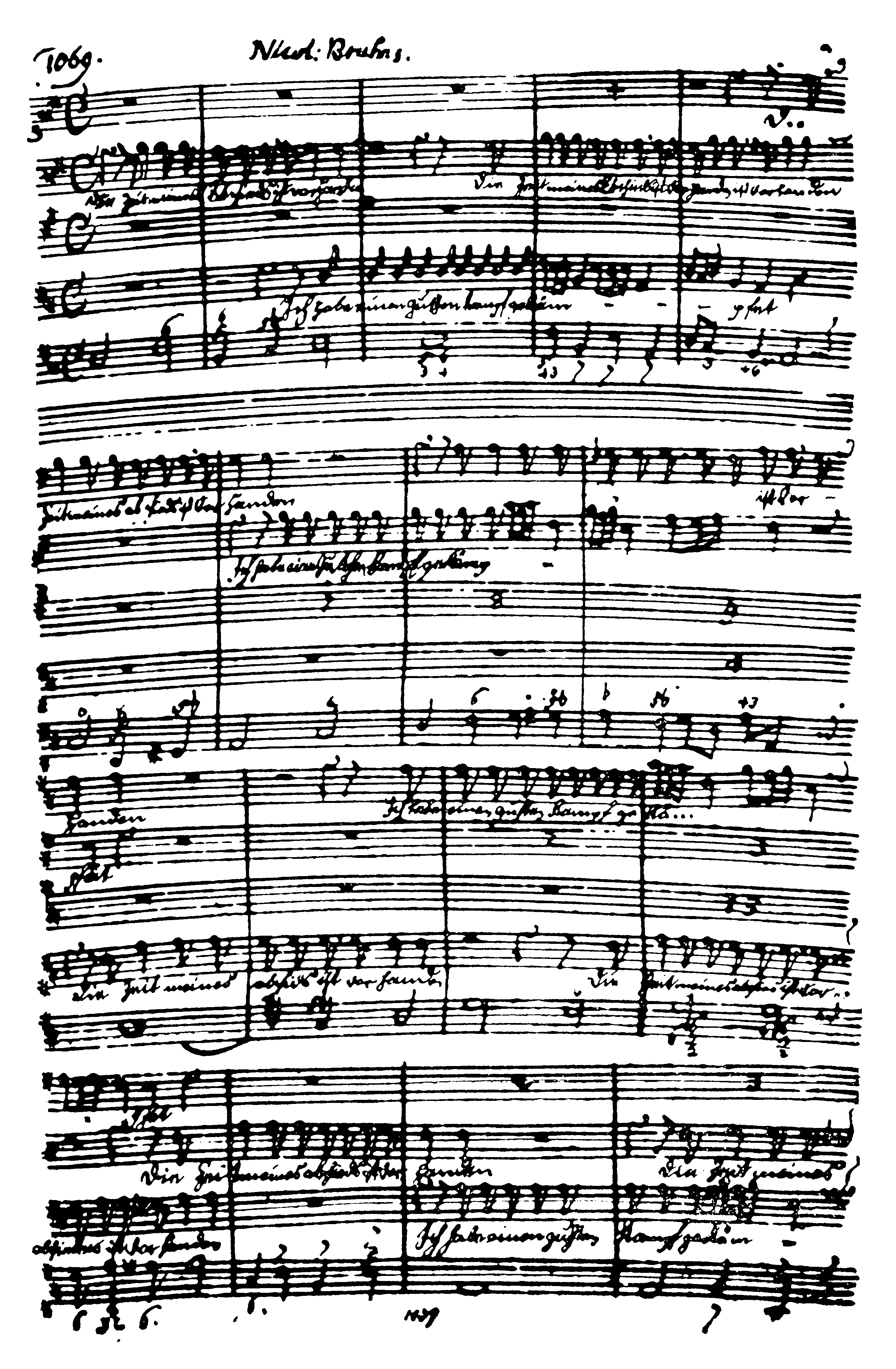
Georg Österreichs handgeschreven partituur van Nicolaus Bruhns' cantate Die Zeit meines Abschieds ist vorhanden

De musicoloog Harald Kümmerling die de Bokemeyer-collectie heeft onderzocht en gecatalogiseerd, schreef in de muzikale encyclopedie Die Musik in Geschichte und Gegenwart, was kritisch over het werk van Österreich en zei: "Österreich, zoals Gustaf Düben, was een groot verzamelaar maar een onvruchtbare componist."
Het is waar, de passie voor verzamelen van Düben en Österreich – Düben in Zweden en Österreich in Gottorf en Brunswick-Wolfenbüttel – is bijna uniek in de muziekgeschiedenis. Deze grote muziekbibliotheken zijn van enorme waarde en bieden een uniek inzicht in de muziekpraktijk van de late 17e en vroege 18e eeuw. Dankzij Österreich' collectie zijn onder meer de werken van beroemde componisten als Dietrich Buxtehude, Nicolaus Bruhns, Johann Rosenmüller, Matthias Weckmann, Vincent Lübeck en Johann Philipp Krieger bewaard gebleven.
Voor Österreich waren contrapunt en canons concrete manifestaties van de "orde van God" ( Ordnung Gottes ), hun uitwerking onthulde de goddelijke, ondoorgrondelijke essentie van Gods schepping, niet alleen als een metafoor voor Zijn orde, maar als de concrete actualisering van die orde.  Österreich was zeker geen bijzonder vernieuwende componist, maar hij begreep zijn werk heel goed en stond tijdens zijn leven in hoog aanzien.